# Acalypha simplicissima
Acalypha simplicissima é uma espécie de flor do gênero Acalypha, pertencente à família Euphorbiaceae.